# Cruel destino
Cruel destino, Allá en la frontera o El bandido de la frontera es una película musical mexicana de 1944, dirigida y producida por Juan Orol. y protagonizada por María Antonieta Pons y Juan José Martínez Casado. Esta cinta está inspirada en el bolero homónimo del compositor oaxaqueño Jesús Rasgado.

## Argumento
Desde niños, Armando (Juan José Martínez Casado) y Alicia (María Antonieta Pons) hacen planes para el futuro: Armando quiere ser un vaquero y Alicia soñaba con ser un artista. Pero años más tarde, al llegar a la adultez, Armando trastorna a Alicia cuando le dice que no tiene potencial como bailarina en un club. Alicia acepta la propuesta de matrimonio de otro hombre, y Armando, arrepentido de su consejo, trata de conquistarla.

## Reparto
- María Antonieta Pons ... Alicia
- Juan José Martínez Casado ... Armando
- Manolo Noriega
- Florencio Castelló
- Kiko Mendive

## Comentarios
Segunda cinta de la rumbera cubana María Antonieta Pons filmada con su descubridor, el cineasta español Juan orol, con quién había comenzado su asociación cinematográfica seis años antes con la cinta Siboney.